# داي منغ
داي منغ (بالصينية: 戴萌) هي مغنية وممثلة صينية، ولدت في 8 فبراير 1993 في شانغهاي في الصين.

## وصلات خارجية
- داي منغ على موقع IMDb (الإنجليزية)
- داي منغ على موقع ميوزك برينز (الإنجليزية)